# John Kirkpatrick

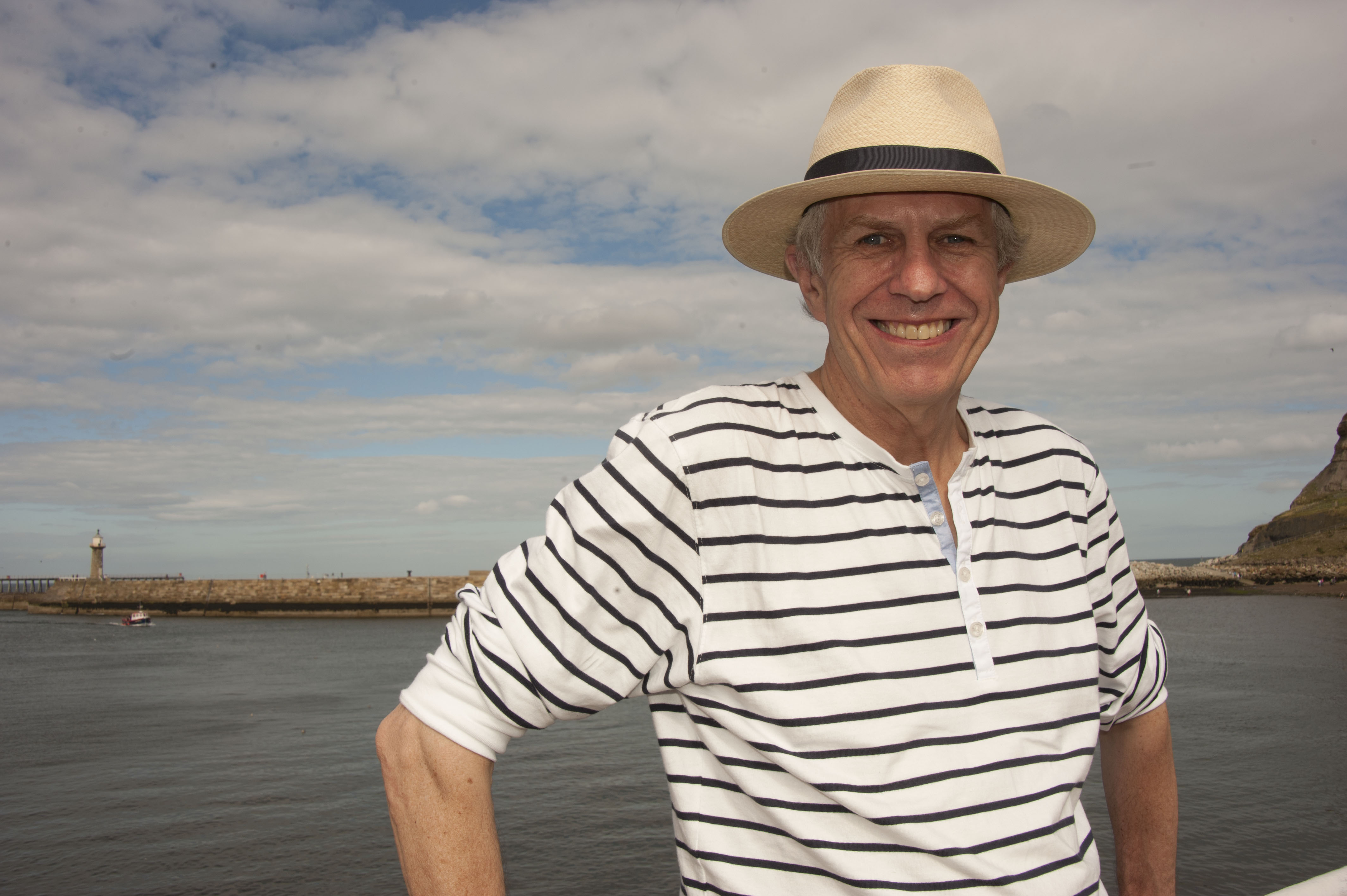
John Kirkpatrick

John Kirkpatrick (Chiswick (West-Londen), 8 augustus 1947) is een Engelse muzikant en liedjesschrijver. Hij speelt accordeon, trekzak en concertina. 
In 1959 voegde hij zich bij de Hammersmith Morris Men. Daarnaast speelde hij bij onder meer bij de Albion Band, Magic Lantern, The Richard Thompson Band, Umps and Dumps, Steeleye Span, Brass Monkey, Trans-Europe Diatoniqueen de Band of Hope. Als songwriter, componist, choreograaf en musical director werkte hij mee aan zestig producties voor theater en radio en tweehonderd albums.
Kirkpatrick vestigde zich in 1973 in Shropshire.

## Discografie
Soloalbums
- Jump at the Sun (1972)
- Going Spare (1978)
- Three in a Row (1983)
- Sheepskins (1988)
- Earthling (1994)
- One Man and His Box (1999)
- Blue Balloon (1999)
- Mazurka Berzerker (2001)
- The Duck Race (2004)
- A Short History of John Kirkpatrick (1994)
- Make No Bones (2007), 2 cd's

John Kirkpatrick en Sue Harris
- The Rose of Britain's Isle (1974)
- Among the Many Attractions at the Show will be a Really High Class Band (1976)
- Shreds and Patches (1977)
- Facing the Music (1980)
- Ballad of the Black Country (1981)
- English Canals (1981)

Ashley Hutchings met John Kirkpatrick
- The Compleat Dancing Master (1974)

John Kirkpatrick en Martin Carthy
- Plain Capers (1976)

Met de Albion Band
- Battle of the Field (1976)
- Lark Rise to Candleford (1980)

Met Steeleye Span
- Storm Force Ten (1977)
- Live at Last! (1978)

Met Brass Monkey
- See How It Runs (1986)
- Sound and Rumour (1999)
- Going and Staying (2001)
- Flame of Fire (2004)
- The Complete Brass Monkey

John Kirkpatrick Band
- Force of Habit (1997)
- Welcome to Hell (1997)

Met Umps and Dumps
- The Moon's in a Fit (1980)

John Kirkpatrick, Maddy Prior en Sydney Carter
- Lovely in the Dance (1981)

Kepa Junkera, Riccardo Tesi, John Kirkpatrick
- Trans-Europe Diatonique (1993)

John Kirkpatrick, Rosie Cross, Georgina Le Faux, Michael Gregory, Jane Threlfall, Carl Hogsden
- Wassail! (1997)

Maddy Prior, John Kirkpatrick, Frankie Armstrong, Nic Jones, Gordeanna McCulloch
- Ballads (1997)

John Kirkpatrick en Chris Parkinson
- Sultans of Squeeze (2005)

Sessiemuzikant
- Henry the Human Fly (Richard Thompson) (1972)
- I Want to See the Bright Lights Tonight (Richard en Linda Thompson) (1974)
- Hokey Pokey (Richard en Linda Thompson) (1975)
- Pour Down Like Silver (Richard en Linda Thompson) (1975)
- First Light (Richard en Linda Thompson) (1977)
- Sunnyvista  (Richard en Linda Thompson) (1978)
- Hand of Kindness (Richard Thompson) (1983)
- Daring Adventures  (Richard Thompson) (1986)
- The Crab Wars: A Ballad of the Olden Times, As Remembered by Sid and Henry Kipper (The Kipper Family) (1986)
- Amnesia (Richard Thompson) (1988)
- Why Does It Have to Be Me? (Roy Bailey) (1989)
- Sweet Talker (Richard Thompson) (1991)
- Rumor and Sigh (Richard Thompson) (1991)
- The Happiness Counter (Leon Rosselson) (1992)
- Mirror Blue (Richard Thompson) (1994)
- More Guitar  (Richard Thompson) (2003)

Originele filmsoundtrack
- Rêve de Siam (met Dan Ar Braz)	(1992)

- Bibliothèque nationale de France: cb14051435r (data)
- International Standard Name Identifier: 0000 0000 4030 9812
- Library of Congress Control Number: no98070003
- MusicBrainz: cce8cdcc-294d-4f83-8f38-5e1b10573910
- Système universitaire de documentation: 161905749
- Virtual International Authority File: 19883205
- WorldCat: E39PBJdGJXwvFCwqmXhgrqpByd